# Minoritenkirche
La Minoritenkirche o iglesia de los Frailes Menores, formalmente llamada Italienische Nationalkirche Maria Schnee (en español: Iglesia Nacional Italiana de María de las Nieves), es una iglesia gótica del Innere Stadt (primer distrito) de Viena (Austria).

## Historia
Los terrenos donde se ubica fueron otorgados en 1224 a los seguidores de San Francisco de Asís, poniendo su primera piedra el rey Óscar II de Bohemia en 1276. Fue completada en 1350.
Su torre y algunas partes del tejado fueron dañadas durante la I Guerra Austro-Turca, siendo arreglada posteriormente y vuelta a dañar en la II Guerra Austro-Turca. De hecho, algún agujero de cañonazo permanece aún en la fachada. 
Queriendo congraciarse con sus súbditos italianos, el emperador José II otorgó esta iglesia a Italia, quien la posee hasta la actualidad. Los italianos fueron quienes le añadieron el nombre de Maria Schnee ("María de las Nieves") por una capilla próxima que ostentaban y que ya fue destruida. Desde entonces, la Congregación Italiana de Viena y el Gobierno de Italia ostentan su propiedad, dedicándose esta iglesia a actividades relacionadas con este país y al culto en idioma italiano.

### Personas destacadas
Algunos de los italianos residentes en Viena más notables de su historia, pertenecieron a la Congregación Italiana de la Minoritenkirche, y ayudaron a acrecentar su patrimonio y actividad. Destacan Pietro Metastasio, Lorenzo Da Ponte o Antonio Salieri, cuyo funeral se celebró en esta iglesia, en 1825.

### Monumentos

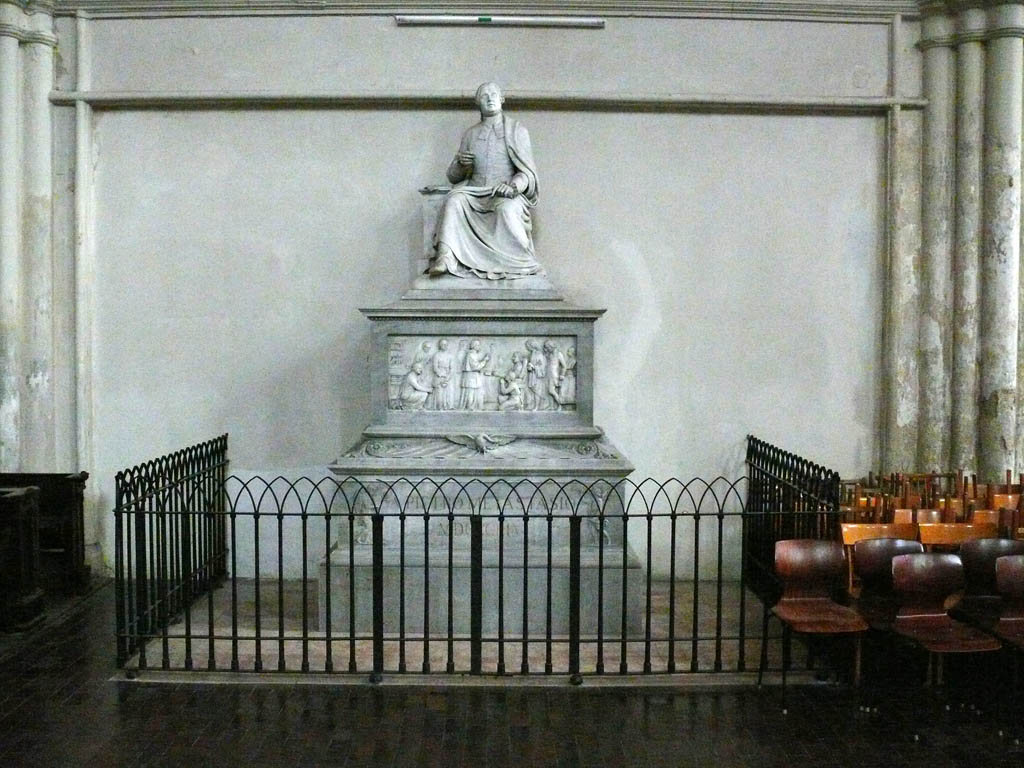
Monumento a Pietro Metastasio

El Monumento a Pietro Metastasio, hecho por Luccardi, fue erigido en memoria del "Poeta Laureado" en 1855. Junto a él aparecen el papa Pío VI, bendiciéndole, y el compositor Salieri, detrás del cual se sitúan Mozart y Haydn.
Una copia de La última cena de Leonardo da Vinci de enormes dimensiones, situada en esta iglesia, sirvió de guía para la reconstrucción de la original casi destruida durante la Segunda Guerra Mundial.

### Curiosidades
Si bien son aún visibles varias bolas de cañón que agujerearon su fachada durante la II Guerra Austro-Turca, la iglesia salió totalmente indemne de la II Guerra Mundial.
Durante su periodo en Viena como artista callejero, Adolf Hitler demostró estar enamorado de esta construcción, siendo una de sus pinturas más célebres una acuarela de la Minoritenkirche de 1910. La pintura es mencionada en varias ocasiones en la novela "Deadeye Dick" de Kurt Vonnegut.

## Imágenes

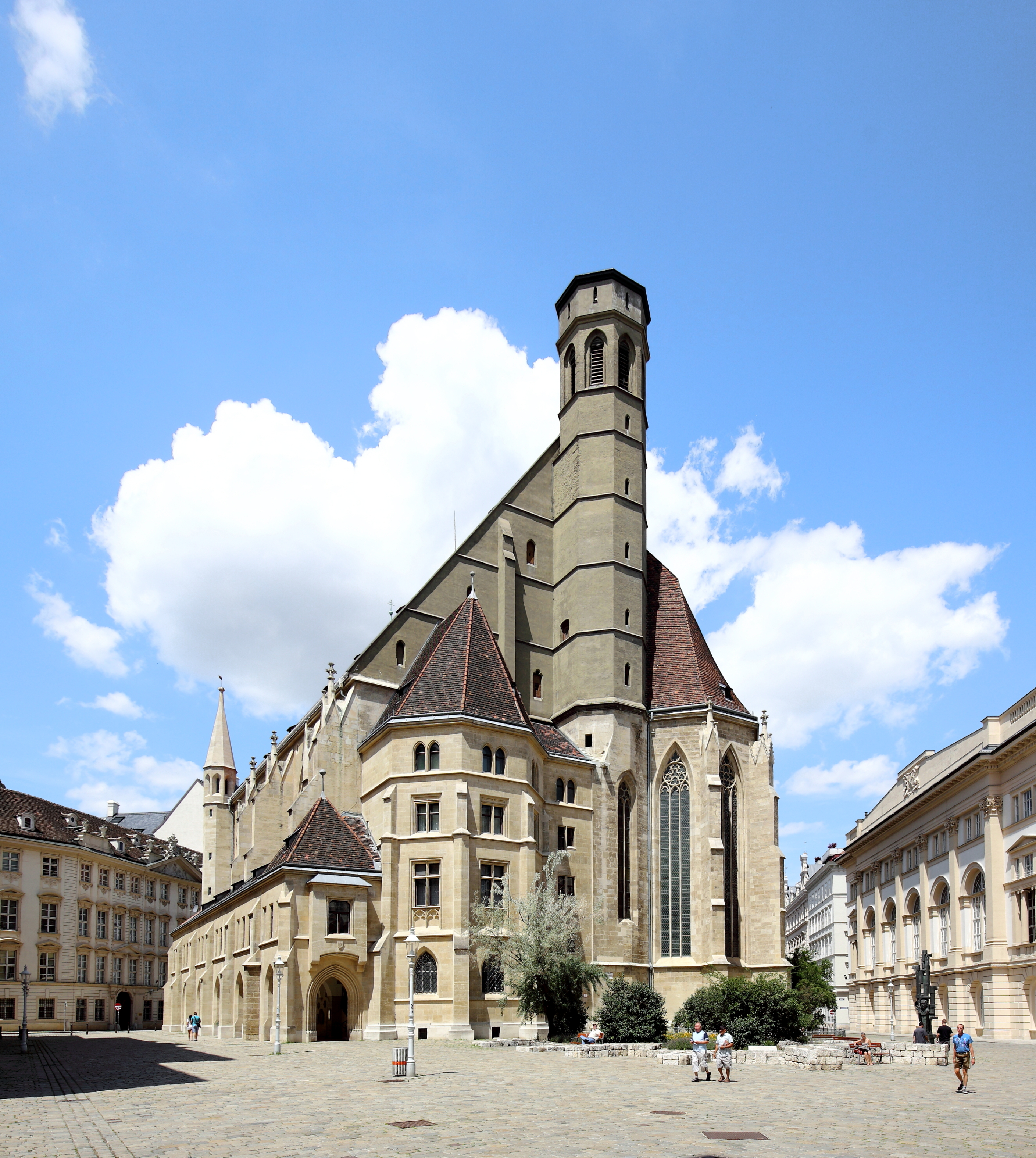
La iglesia desde la Minoritenplatz
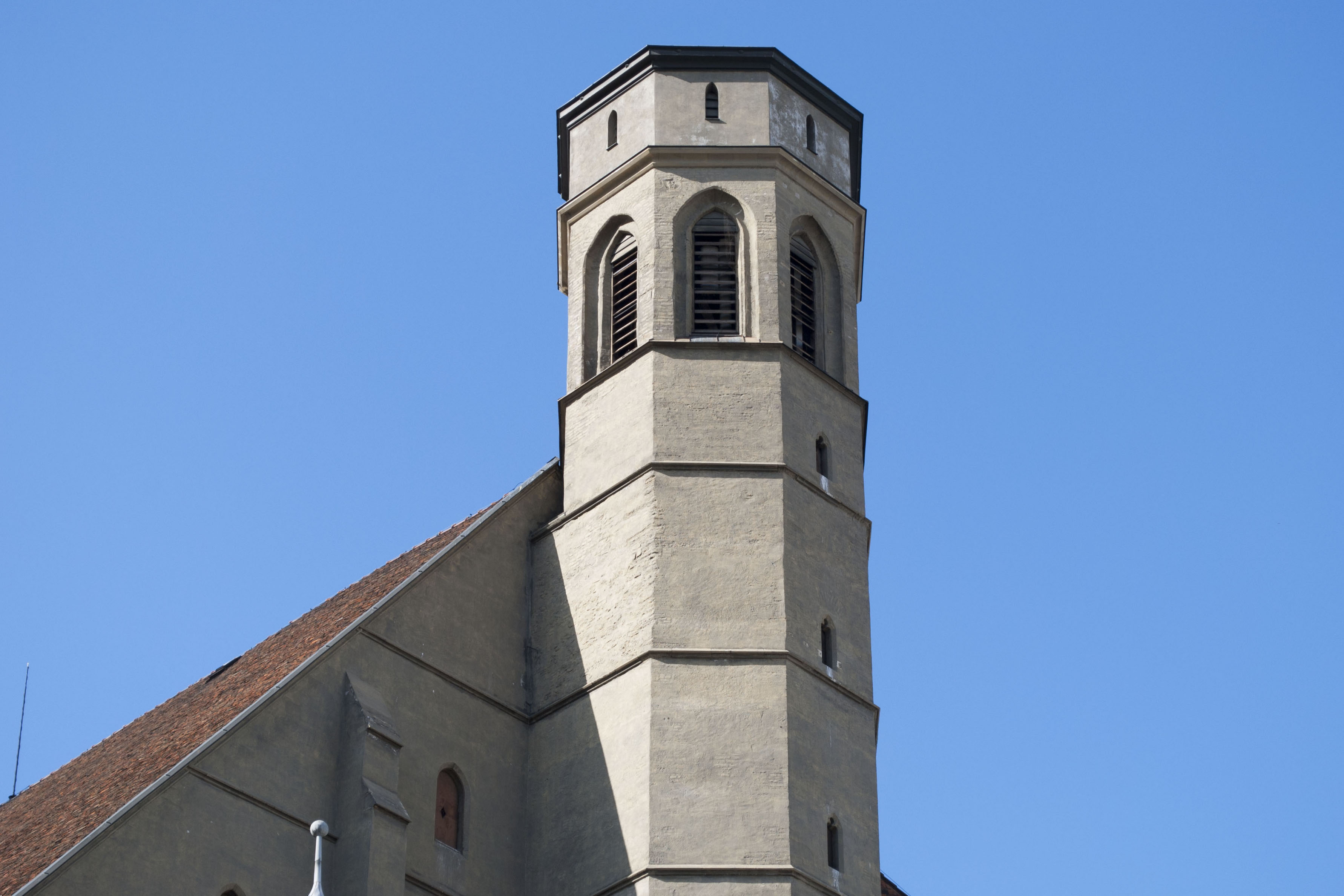
Campanario
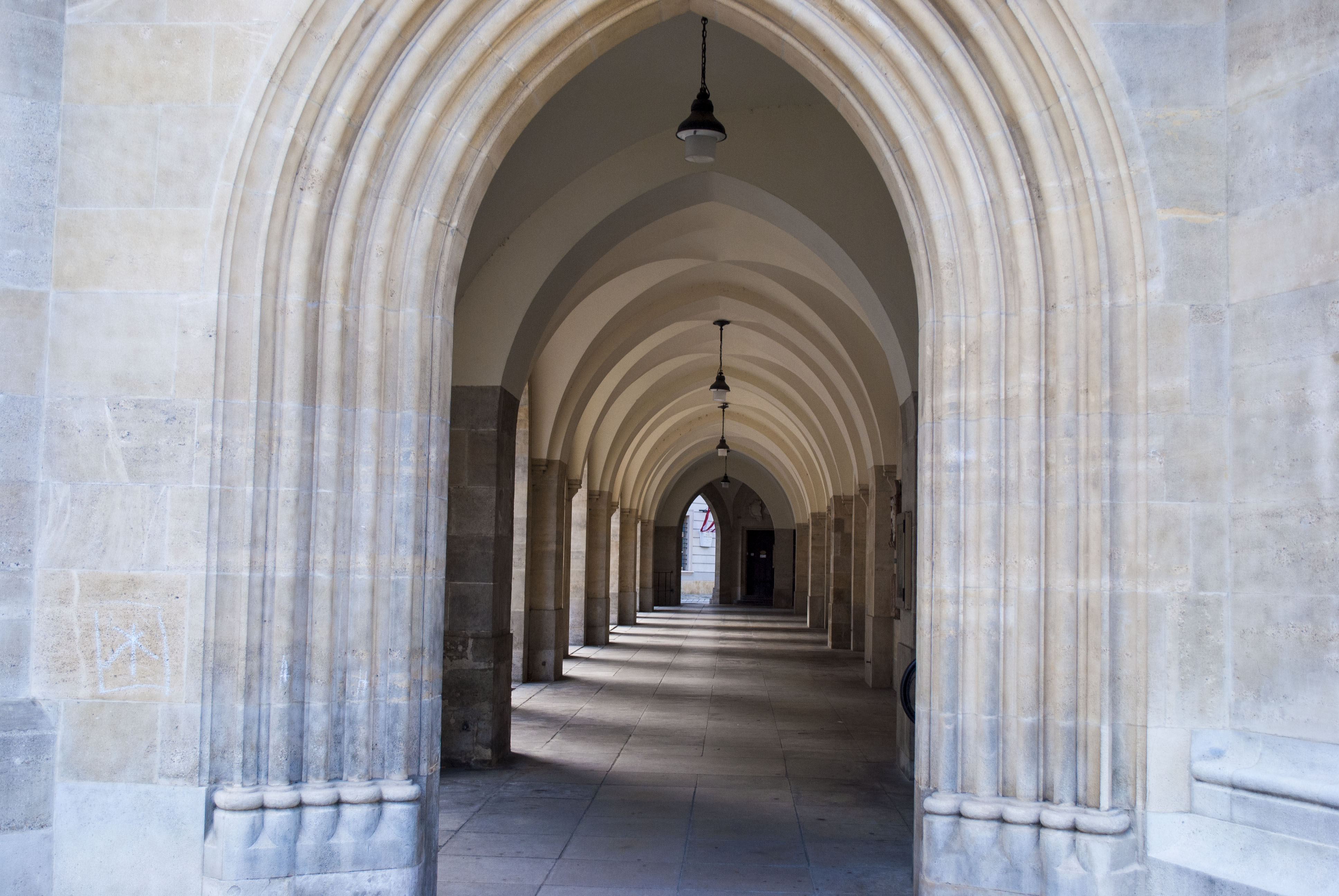
Pasaje
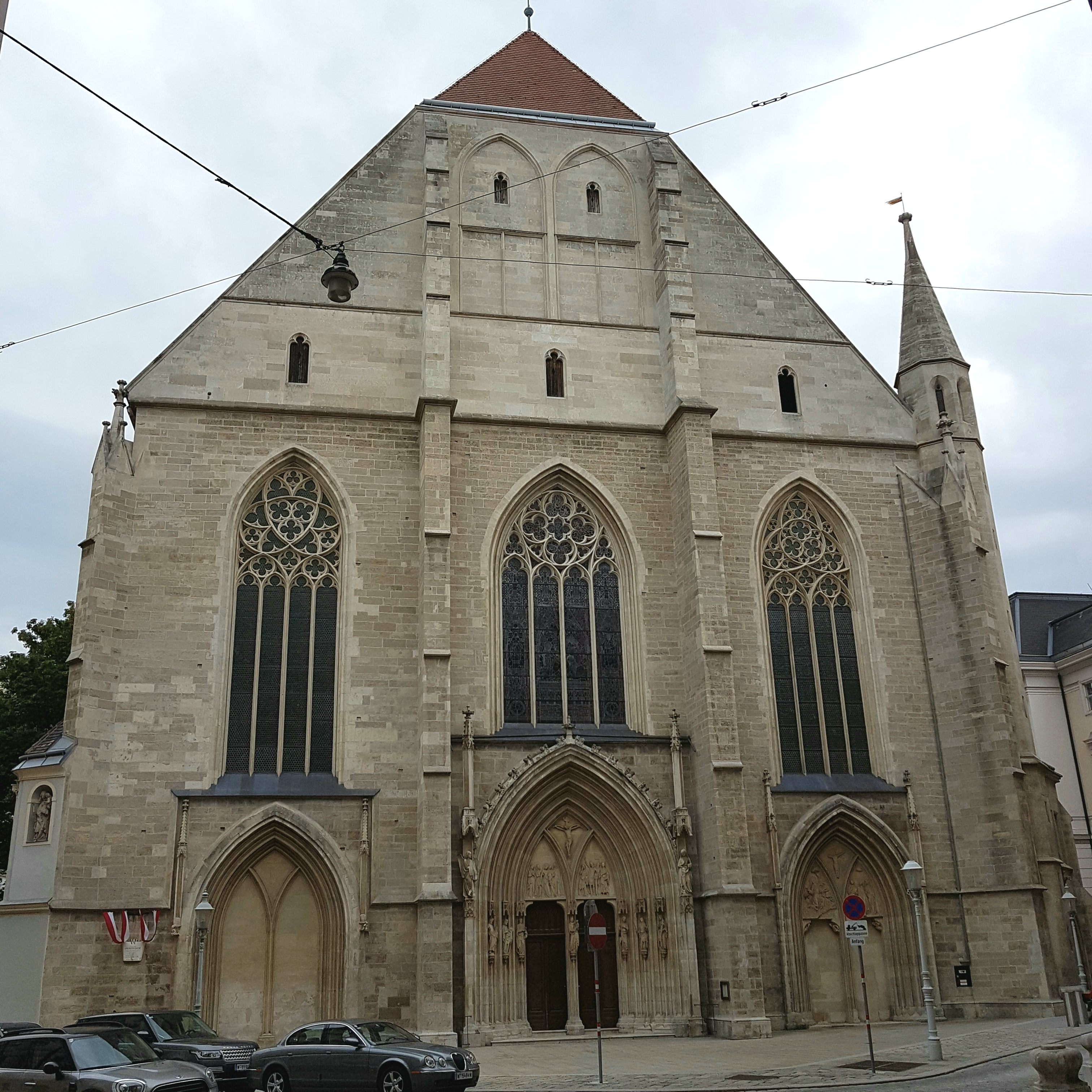
Fachada occidental
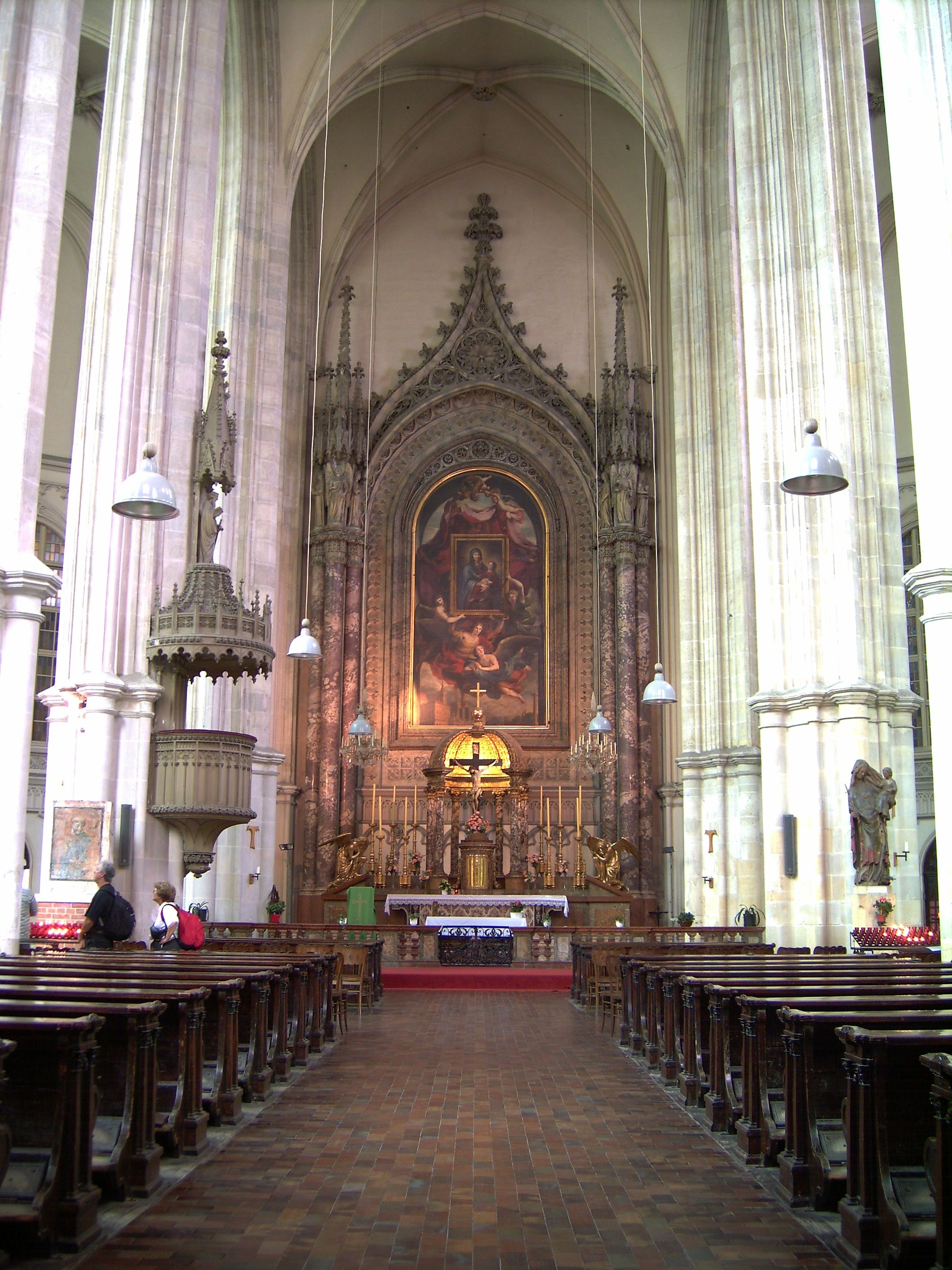
El altar
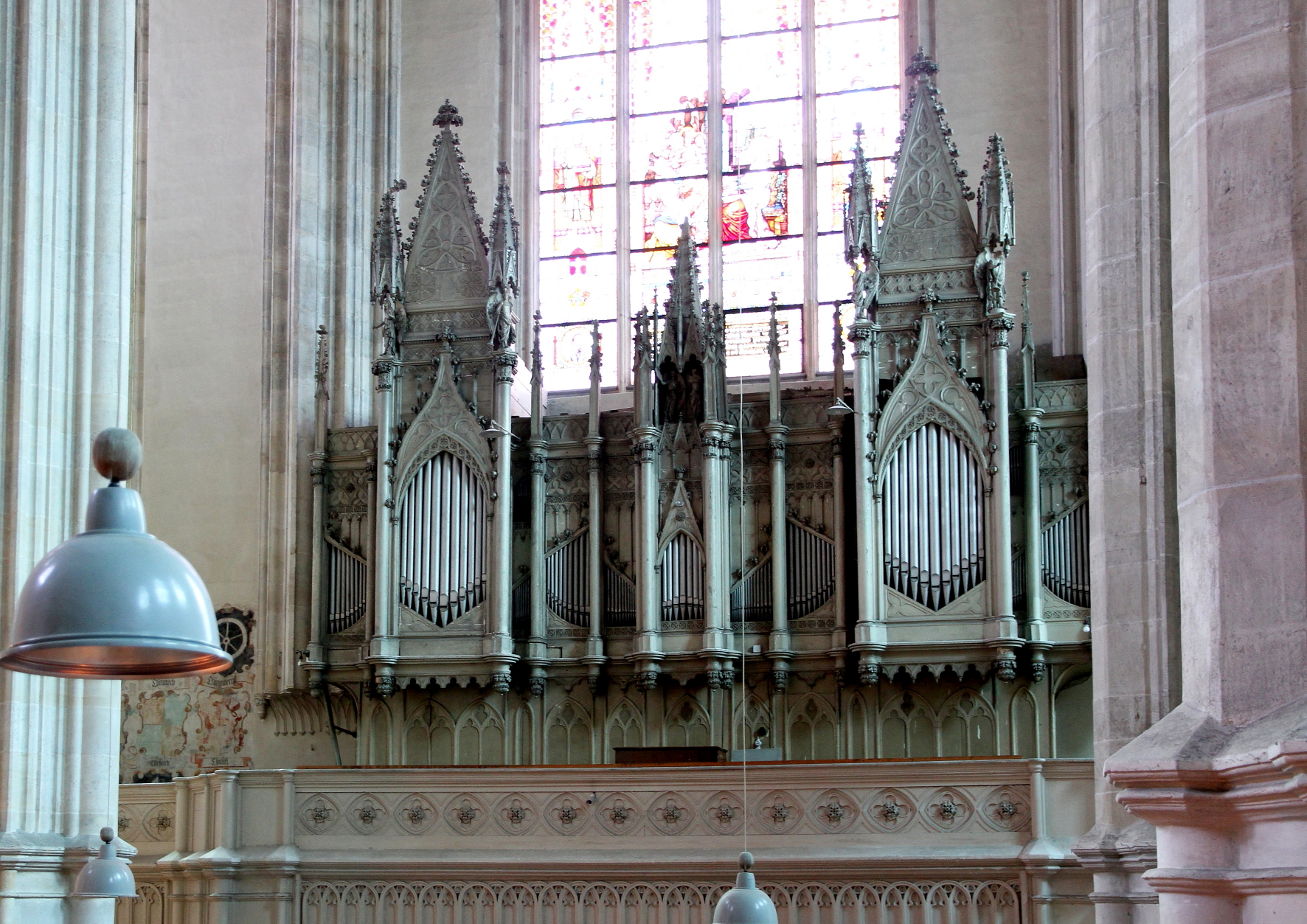
Órgano, destruido en la II Guerra Mundial y del que sólo queda la carcasa exterior
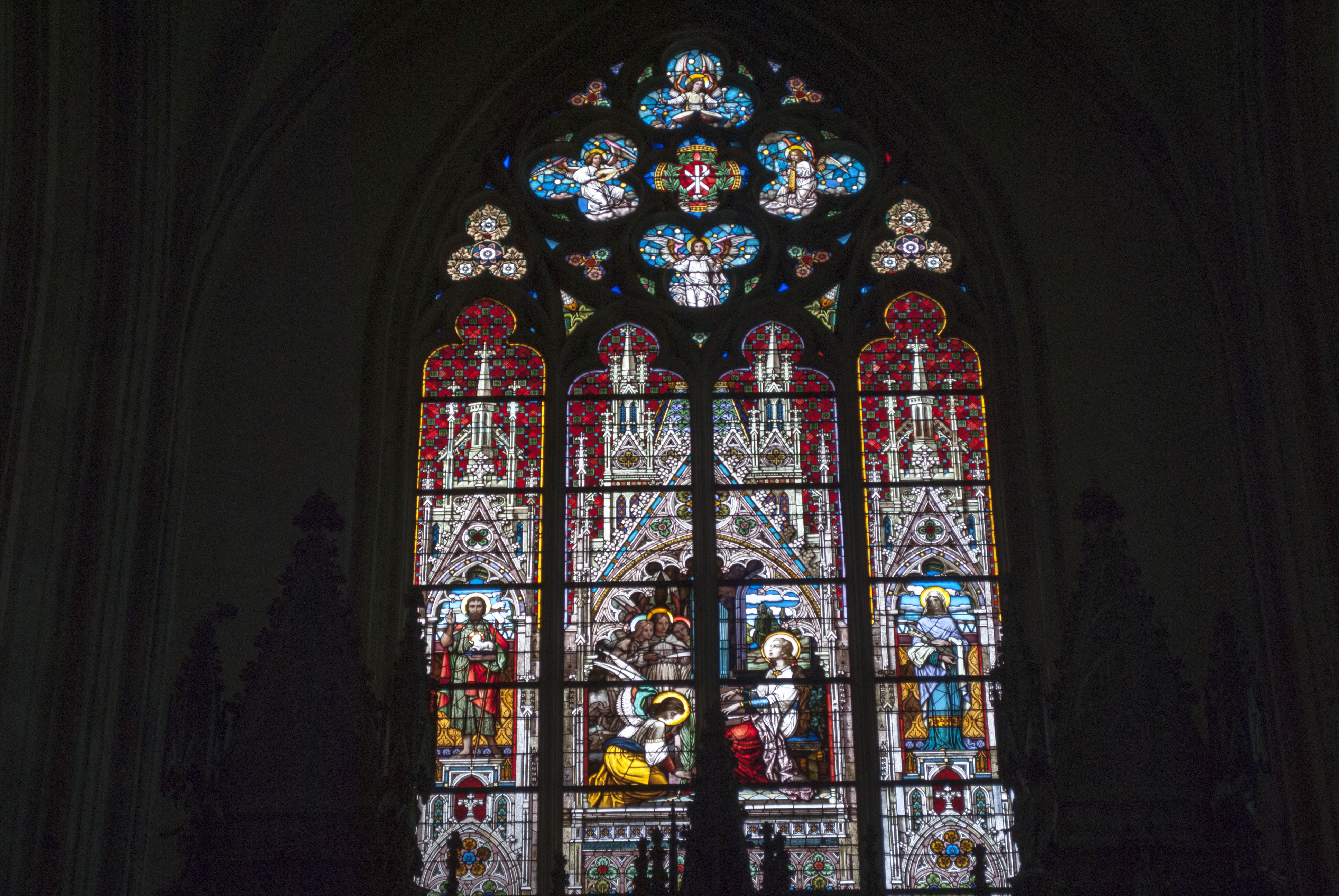
Vidriera
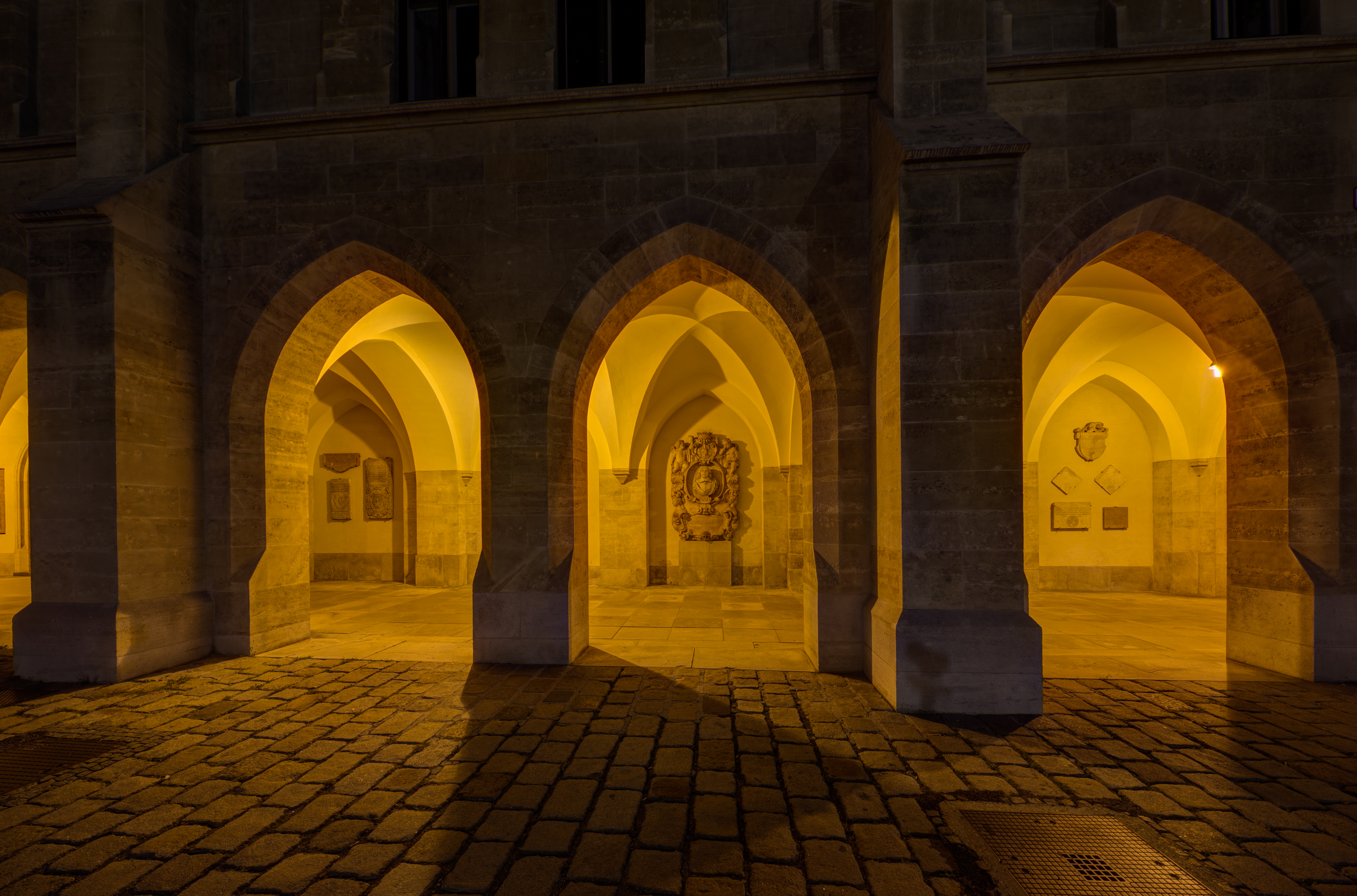
El pasaje iluminado